# Índole
Índole es una novela del realismo peruano que fue escrita en 1891 por la periodista y escritora cusqueña Clorinda Matto de Turner, publicada en Lima.
En Índole se describe y estudia el paisaje andino rural de los villorios, sus habitantes y los abusos de poder. También cuestiona la situación de los clérigos y el celibato sacerdotal. En ella, Matto de Turner, intenta revelar un retrato de la realidad social que imperaba entonces, manifestando la corruptibilidad y vulnerabilidad humana.

## Argumento
Adaptada en un pequeño pueblo imaginario en los Andes que lleva el nombre de Rosalina. Se presenta como personaje principal a un cura corrupto, explorando las causas y efectos de su comportamiento inmoral, además del escrutinio detallado del acontecer diario del pueblo y las clases sociales que viven allí, también se describe a las mujeres, sus capacidades, sus creencias y su relación con la iglesia.
Índole se enfoca en una pareja joven de clase alta, Antonio y Eulalia López, y su lucha por descubrir sus propios valores morales personales dentro de un contexto social y la hipocresía, la importancia de las apariencias e incluso el comportamiento criminal. Los villanos de la historia son el sacerdote local, Isidoro Peñas, quien intenta repetidamente seducir y chantajear a Eulalia, y el terrateniente Valentín Cienfuegos, quien intenta involucrar a Antonio en el esquema de falsificación para hacerse rico rápidamente.
La pareja mestiza que ocupa el centro ideológico de la novela, como imagen simbólica de los nuevos ciudadanos del país modernizado, está integrada por la joven Ziska, bella, inocente y moral, hija de padres casados, y por un joven mestizo que se llama Ildefonso.